# Ertl
Ertl osztrák község Alsó-Ausztria Amstetteni járásában. 2023 januárjában 1249 lakosa volt. 

## Elhelyezkedése

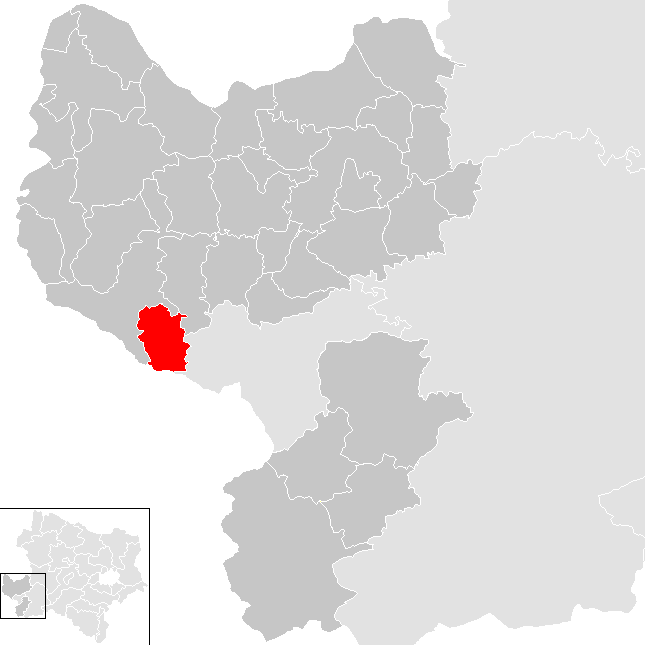
Ertl az Amstetteni járásban

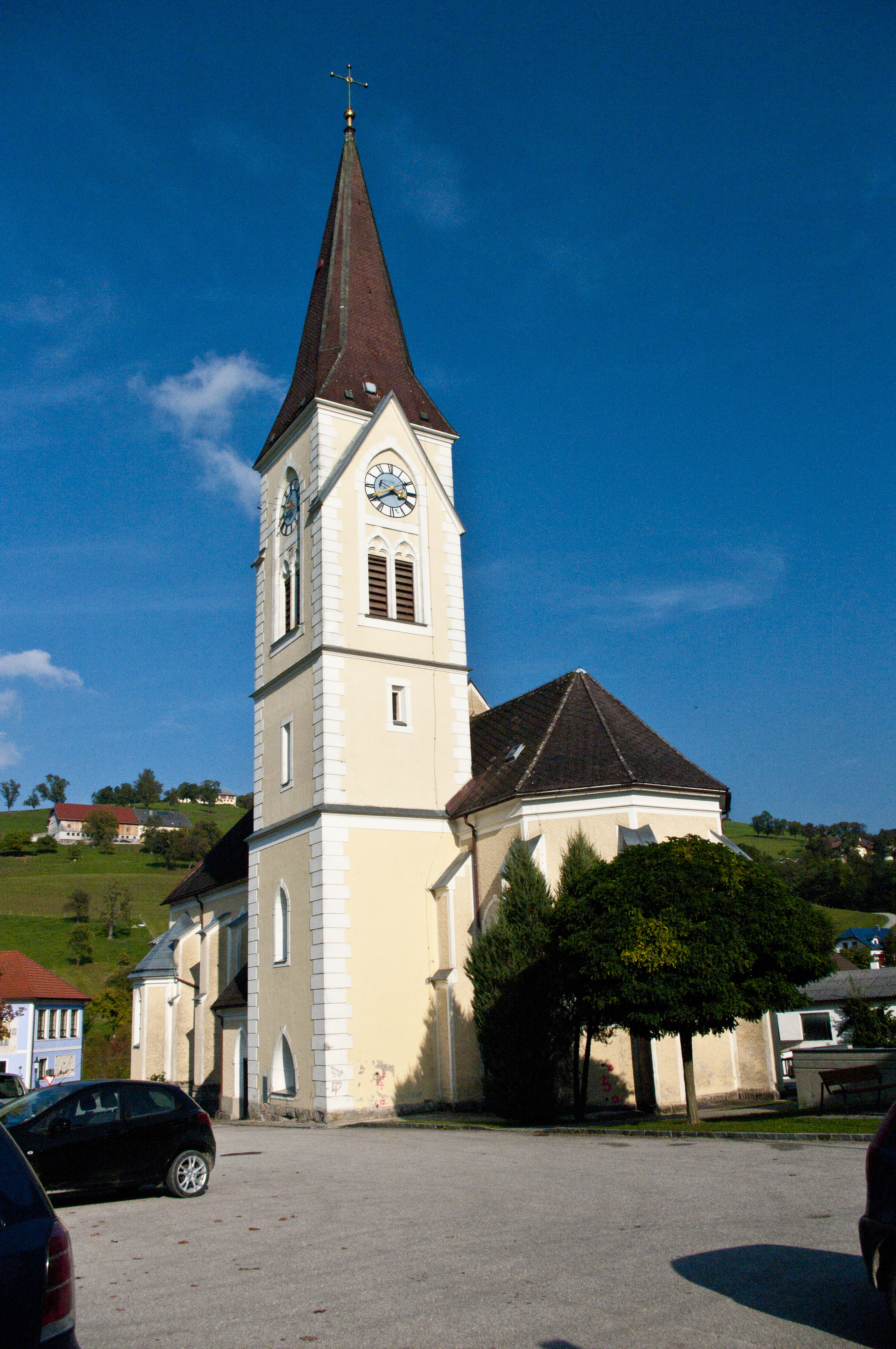
A Szent család-plébániatemplom

Ertl a tartomány Mostviertel régiójában fekszik az Url folyó mentén. Területének 25,9%-a erdő, 68% áll mezőgazdasági művelés alatt. Az önkormányzathoz egyetlen település tartozik. 
A környező önkormányzatok: északra Sankt Peter in der Au, északkeletre Seitenstetten, délkeletre Waidhofen an der Ybbs, délre Maria Neustift (Felső-Ausztria).

## Története
A Hausnerkogel hegyén a 12. században megépült Hertwigstein vára, de hamarosan elhagyták, már 1236-ban romosként említik. A falu ezután az admonti apátságé lett, 1330-ban pedig hercegi tulajdonba került, a St. Peter-i uradalomhoz. Az 1596/97-es alsó-ausztriai parasztfelkelés idején a itt gyülekeztek a lázadó parasztok. A 18. században kőszenet kezdtek el bányászni, ennek volumene a 19. században érte el a maximumát, évi 60 ezer mázsával. A veszteségessé váló bányákat 1949-ben zárták be. 1838-ban mindössze 28 házat írtak össze Ertlben, amelyekben 26 család élt. A lakosok erdőgazdálkodók voltak, akik erdészkedésből, állattenyésztésből, szántóföldi és némi gyümölcstermesztésből éltek. Jószágállományuk 2 lóból, 48 ökörből, 55 tehénből, 12 kecskéből, 162 birkából és 51 disznóból állt. Saját iskolát csak 1876-ban kapott, neogótikus temploma 1914-ben épült. Községi önkormányzata 1921-ben, egyházközsége 1930-ban alakult meg. 

## Lakosság
Az ertli önkormányzat területén 2023 januárjában 1249 fő élt. A lakosságszám 1981 óta gyarapodó tendenciát mutatott, 2021-ben viszont visszaesett. 2020-ban az ittlakók 99,3%-a volt osztrák állampolgár; a külföldiek közül 0,4% a régi (2004 előtti), 0,2% az új EU-tagállamokból érkezett, 0,1% egyéb országok polgára volt. 2001-ben a lakosok 97,9%-a római katolikusnak, 0,6% pedig felekezeten kívülinek vallotta magát. Ugyanekkor 2 magyar élt a községben; a legnagyobb nemzetiségi csoportot a németeken kívül (98,6%) a törökök alkották 0,5%-kal (6 fő).
A népesség változása:

| 2016 | 1 258 |
| 2018 | 1 252 |

## Látnivalók
- a Szent család-plébániatemplom

## Fordítás
- Ez a szócikk részben vagy egészben  az   Ertl című német Wikipédia-szócikk ezen változatának fordításán alapul.  Az eredeti cikk szerkesztőit annak laptörténete sorolja fel. Ez a jelzés csupán a megfogalmazás eredetét és a szerzői jogokat jelzi, nem szolgál a cikkben szereplő információk forrásmegjelöléseként.